# Live At The Capital Theater - June 18, 1978
Live At The Capital Theater - June 18, 1978  es un álbum doble en vivo del grupo de rock progresivo inglés Renaissance, publicado el 7 de julio del 2023.
El disco presenta el concierto que Renaissance dio el 18 de junio de 1978 en Passaic, Nueva Jersey, con la formación clásica de la banda.

## Lista de canciones
Disco 1
1. «Can You Hear Me» (14:46)
2. «Carpet of the Sun» (5:09)
3. «Things I Don't Understand» (10:24)
4. «Northern Lights» (5:08)
5. «Mother Russia» (10:52)
6. «Day of the Dreamer» (11:09)
Disco 2
1. «Midas Man» (5:30)
2. «The Vultures Fly High» (3:56)
3. «Running Hard» (10:35)
4. «A Song for All Seasons» (12:24)
5. «Prologue» (9:40)
6. «Ashes Are Burning» (22:29)

## Integrantes
- Annie Haslam - voz principal
- Michael Dunford - guitarra acústica, guitarra eléctrica y coros
- John Tout - teclados
- Jon Camp - bajo eléctrico, voz y coros
- Terence Sullivan - batería, percusiones y coros

Letras:
- Betty Thatcher